# Maruv
Maruv, artiestennaam van Anna Borysivna Korsun (Oekraïens: Анна Борисівна Корсун; Pavlohrad, 15 februari 1991), is een Oekraïens singer-songwriter.
Op 23 februari 2019 won Maruv de finale van Vidbir, de wedstrijd die de inzending voor het Eurovisiesongfestival 2019 bepaalde. Maar haar winst was controversieel, omdat de rechten van het nummer bij een Russische platenlabel Warner Music Russia lagen, en dat dat label had bedongen dat de eerste live-uitvoeringen in Rusland gehouden zouden moeten worden. Daarop verklaarde de Oekraïense minister van Cultuur, Vjatsjeslav Kirilenko, dat artiesten die door Rusland toeren niet aan het songfestival zouden moeten deelnemen. Oekraïne trok zich vervolgens terug uit het songfestival voor 2019.
Sinds 2020 treedt Maruv op als haar alter ego Shlakoblochina, en bracht onder die naam de EP Fatality uit. Ook nam ze een Russische versie van het K-pop-nummer More op, dat in het computerspel League of Legends gebruikt wordt.